# Robert Mammone
Robert Mammone (Adelaide, 1971) è un attore australiano, principalmente noto per i ruoli di AK nella serie cinematografica di Matrix e Blanka in Street Fighter - Sfida finale.

## Filmografia parziale

### Cinema
- Street Fighter - Sfida finale (Street Fighter), regia di Steven E. de Souza (1994)
- Matrix Reloaded, regia di Lana e Lilly Wachowski (2003)
- Matrix Revolutions, regia di Lana e Lilly Wachowski (2003)
- The Pact, regia di Strathford Hamilton (2003)
- The Great Raid - Un pugno di eroi (The Great Raid), regia di John Dahl (2005)
- Man-Thing - La natura del terrore (Man-Thing), regia di Brett Leonard (2005)
- The Condemned - L'isola della morte (The Condemned), regia di Scott Wiper (2007)
- Storage , regia di Michael Craft (2009)
- Swerve, regia di Craig Lahiff (2011)
- The Dragon Pearl, regia di Mario Andreacchio (2011)
- Mystery Road, regia di Ivan Sen (2013)
- The Water Diviner, regia di Russell Crowe (2014)

### Televisione
- Time Trax - serie TV (1993)
- Blue Heelers - Poliziotti con il cuore (Blue Heelers) - serie TV (2000)
- BeastMaster - serie TV (2002)
- The Lost World - serie TV (2002)
- Salem's Lot – serie TV, 2 episodi (2004)
- Incubi e deliri (Nightmares & Dreamscapes) – serie TV, 2 episodi (2006)
- Satisfaction – serie TV, 11 episodi (2007-2008)
- Underbelly – serie TV, 9 episodi (2008)
- Home and Away - serie TV (2009-2013)
- Neighbours  - soap opera (2009)
- Carla Cametti PD - serie TV (2009)
- Fat Tony & Co. - serie TV (2014)
- Miss Fisher - Delitti e misteri (Miss Fisher's Murder Mysteries) - serie TV (2015)
- Janet King - serie TV (2017)
- Bite Club - serie TV (2018)
- Informer 3838 - serie TV (2020)

## Doppiatori italiani
Nelle versioni in italiano delle opere in cui ha recitato, Robert Mammone è stato doppiato da:
- Mauro Magliozzi in Street Fighter - Sfida finale
- Massimiliano Virgilii in Vertical Limit
- Gino Manfredi in Matrix Revolutions
- Mauro Gravina in Salem's Lot
- Pierluigi Astore in Incubi e deliri (ep. 1x03)
- Francesco Bulckaen in Incubi e deliri (ep. 1x06)
- Pasquale Anselmo in Satisfaction
- Francesco Prando in The Condemned - L'isola della morte
- Antonio Angrisano in BlackJack
- Fabio Boccanera in Underbelly